# Chhloung
Huyện Chhloung (tiếng Khmer: ស្រុកឆ្លូង) là một huyện thuộc tỉnh Kratié, Campuchia. Dân số các xã như sau.
| Chhloung       |                                                                                             |
| Khum (Xã)      | Phum (Làng)                                                                                 |
| Chhloung       | Chhney, Chrouy Thma Kraom, Chrouy Thma Leu, Kampong Srae, Kandal, Kaoh Kandaor              |
| Damrei Phong   | Boeng Kieb, Bos, Krouch, Prey Kou, Prahuot, Pralay Triek, Srae Sdach, Srae Triek            |
| Han Chey       | Hanchey Muoy, Hanchey Pir, Hanchey Bei, Hanchey Buon                                        |
| Kampong Damrei | Prama, Roliek, Veal Kansaeng                                                                |
| Kanhchor       | Chheu Teal Phluoh Leu, Chheu Teal Phluoh Kraom, Kanhchor, Preaek Chamlak                    |
| Khsach Andaet  | Preaek Samraong Ti Muoy, Preaek Samraong Ti Pir, Preaek Ta Hub, Thmei Ti Muoy, Thmei Ti Pir |
| Pongro         | Dang Kdaong, Pongro Muoy, Pongro Pir, Pongro Bei, Tnaot                                     |
| Preaek Saman   | Chheu Teal Phluoh, Chhak Kantoung, Dei Thmei, Lvea Thum, Preaek Saman                       |

## Phân chia hành chính

### Xã Chhloung
| Tên làng     | Nam giới | Nữ giới | Tổng cộng |
| ------------ | -------- | ------- | --------- |
| Chhney       | 251      | 288     | 539       |
| Kampong Srae | 306      | 311     | 617       |
| Kandal       | 810      | 804     | 1614      |
| Kaoh Kandaor | 692      | 762     | 1454      |

### Xã Damrei Phong
| Tên làng     | Nam giới | Nữ giới | Tổng cộng |
| ------------ | -------- | ------- | --------- |
| Boeng Kieb   | 191      | 195     | 386       |
| Bos          | 371      | 329     | 700       |
| Krouch       | 113      | 110     | 223       |
| Prey Kou     | 431      | 479     | 910       |
| Prahuot      | 150      | 153     | 303       |
| Pralay Triek | 234      | 259     | 493       |
| Srae Sdach   | 85       | 84      | 169       |
| Srae Triek   | 291      | 301     | 592       |

### Xã Han Chey
| Tên làng     | Nam giới | Nữ giới | Tổng cộng |
| ------------ | -------- | ------- | --------- |
| Hanchey Bei  | 1296     | 1406    | 2702      |
| Hanchey Buon | 688      | 654     | 1342      |

### Xã Kampong Damrei
| Tên làng      | Nam giới | Nữ giới | Tổng cộng |
| ------------- | -------- | ------- | --------- |
| Prama         | 251      | 264     | 515       |
| Roliek        | 245      | 251     | 496       |
| Veal Kansaeng | 336      | 366     | 702       |

### Xã Kanhchor
| Tên làng       | Nam giới | Nữ giới | Tổng cộng |
| -------------- | -------- | ------- | --------- |
| Preaek Chamlak | 880      | 738     | 1618      |

### Xã Khsach Andaet
| Tên làng                | Nam giới | Nữ giới | Tổng cộng |
| ----------------------- | -------- | ------- | --------- |
| Preaek Samraong Ti Muoy | 570      | 608     | 1178      |

### Xã Pongro
| Tên làng    | Nam giới | Nữ giới | Tổng cộng |
| ----------- | -------- | ------- | --------- |
| Dang Kdaong | 575      | 609     | 1184      |
| Pongro Muoy | 1411     | 1412    | 2823      |
| Pongro Pir  | 1306     | 1507    | 2813      |
| Pongro Bei  | 663      | 711     | 1374      |
| Tnaot       | 935      | 1096    | 2031      |

### Xã Preaek Saman
| Làng           | Nam giới | Nữ giới | Tổng cộng |
| -------------- | -------- | ------- | --------- |
| Chhak Kantoung | 214      | 229     | 443       |
| Dei Thmei      | 588      | 602     | 1190      |
| Lvea Thum      | 485      | 479     | 964       |